# أندرو غرينويل
أندرو غرينويل (بالإنجليزية: Andrew Greenwell)‏ هو شخصية أعمال أمريكي، ولد في 3 سبتمبر 1983 في ساراسوتا في الولايات المتحدة.